# KOHEI JAPAN
KOHEI JAPAN（コーヘイ・ジャパン、1971年8月10日 - ）は、日本のヒップホップユニットMELLOW YELLOWのMC、トラックメイカー。FUNKY GRAMMAR UNITの一員。本名、坂間 広平（さかま こうへい）。RHYMESTERのMummy-Dは実兄。名付け親はRHYMESTERの宇多丸。別名「K.J.」。

## 人物
日本のヒップホップシーン黎明期の1991年からマイクを握る。早稲田大学ソウルミュージック研究会ギャラクシーでは部長を務める（大学は中退）。本人は早稲田の学生ではなく早稲田に出入りしていたのみで、横浜商科大中退。
1993年、MELLOW YELLOW結成。ラッパーのほか、トラックメイカーやリミキサーとしても活動中。
2000年にアルバム『The Adventure of KOHEI JAPAN』でソロ活動を開始。
当初は攻撃的で好き勝手なリリックが多かったが、実子の誕生を機にリリックの内容に変化が現れ、家族愛を歌う楽曲等も発表する様になる。2007年4月13日付の「ジャパンタイムズ」にて、家族愛を歌う日本人ラッパーとして取り上げられたのを皮切りに、朝日新聞(2007年7月9日付)、産経新聞（2007年8月5日付）でも同様の切り口で紹介される。
2007年6月、アルバム『Family』でKnife Edge/ポニーキャニオンよりメジャー・デビュー。リード・トラック「Family」のPVでは、一般公募した家族写真50枚の前で自身の家族が一列に並ぶシーンが挿入されており、そのメッセージ性が強く浮き出されている。ヒップホップというフォーマットに則りつつ、忘れられた家族愛への回帰を訴える作風でヒップホップを聴かない層にも一定の評価を受けた。2007年9月には、CSキッズステーション　「ハッピー!クラッピー! 9月の歌」 に「レンタカー」（アルバム『Family』に収録）が選ばれた。2008年2月には『Family E.P』をリリース。
DJ KIYOとFunky Lemonadeというユニットを組んでいた。
K.J.名義でも活動をし人気を博した。その中でも切ない恋愛を歌った「あの頃に戻れない」はPVに人気モデルのてんちむが出演、配信チャートでは上位、着うたではチャートで1位を獲得し大きな話題になった。
料理の腕前も一級品であり、週末の音楽活動と並行して平日は板前として東京・神田の鍋料理屋にて包丁を握る。2児の父。

## 来歴
- 1991年、横浜を中心としたクラブでライブを行う。
- 1993年、MELLOW YELLOWを結成。同年、RHYMESTER、EAST ENDと共に、ヒップホップコミュニティーであるFUNKY GRAMMAR UNIT(通称FG／FG Unit)を結成。後にRIP SLYME、KICK THE CAN CREWなども加入する事となる。
- 1998年、RHYMESTERのアルバムに参加(KOHEI from Mellow Yellow名義)。
- 2000年、KOHEI JAPAN名義で『The Adventure of KOHEI JAPAN』をリリース。ソロ活動をスタートさせる。
- 2003年、セカンドアルバム『Funky 4 U』、マキシシングル『トゥギャザーフォーエヴァー』リリース.
- 2004年、結婚。その後2人の子の父となる。
- 2007年、ポニーキャニオン内レーベルの"Knife Edge"所属となる。6月にサード・アルバム『Family』をリリース。
- 2010年、童子-Tプロデュースのもと、「K.J.名義」で活動を開始する。当初は正体を隠して楽曲を発表するとともに 配信チャートで上位になったため大きな話題となった。声やフロウ、K.J.という名前から一部のリスナーは気づいていたが、後にKOHEI JAPAN自ら正式に正体を明かし、プロデューサーの童子-Tも同時期にブログで明かした。
- 2014年1月15日、ベストアルバム『コーヘイジャパンはかく語りき』をリリース。

## ディスコグラフィー

### シングル
KOHEI JAPAN名義
|     | 発売日         | タイトル                               | 規格   | 規格品番   |
| --- | -------------- | -------------------------------------- | ------ | ---------- |
| 1st | 2000年8月25日  | Hungry Strut                           | LP     | NLAD-040   |
| 2nd | 2000年12月22日 | 夜の狩人                               | LP     | NLAD-041   |
| 3rd | 2003年3月12日  | Funky for you/ライミン イズ マイライフ | LP     | NLAD-059   |
| 4th | 2003年11月13日 | トゥギャザーフォエヴァー               | LP     | NLAD-064   |
| 4th | 2003年11月13日 | トゥギャザーフォエヴァー               | 12cmCD | NLCD-063   |
| 4th | 2008年2月6日   | Family E.P.                            | 12cmCD | PCCA-02639 |
|     | 2023年8月10日  | Dance In The Dark                      | 配信   |            |
|     | 2023年12月1日  | ウルチのタコのように                   | 配信   |            |

### アルバム
KOHEI JAPAN名義

### シングル
K.J.名義
|     | 配信日         | タイトル                                             |
| --- | -------------- | ---------------------------------------------------- |
| 1st | 2010年6月30日  | あの頃に戻れない(withMAY'S)                          |
| 2nd | 2010年11月30日 | 君がいた冬(withTiara)                                |
| 3rd | 2010年12月3日  | あの頃に戻れない Snow Ring Version(withMAY'S)        |
| 4th | 2011年1月12日  | キライになれない(with紗羅マリー)                     |
| 5th | 2011年9月14日  | 愛されたい･･･愛してる？(withAZU)                     |
| 6th | 2012年3月7日   | ワカレヨ…別れるしかない(feat.中村舞子/Dear/TiA)      |
| 7th | 2012年6月27日  | 助手席にいさせて・・・。(withhiroko frommihimaru GT) |
| 8th | 2012年8月22日  | ヒトコトでいいの...(withAlice)                       |
| 9th | 2012年9月5日   | better days(feat.Mhiro)                              |

|     | 発売日       | タイトル     | 規格   | 規格品番   |
| --- | ------------ | ------------ | ------ | ---------- |
| 1st | 2011年3月2日 | K.J. with... | 12cmCD | PCCA-03353 |
| 2nd | 2012年9月5日 | K.J.Loved... | 12cmCD | PCCA-03659 |

#### ベストアルバム
- 『コーヘイジャパンはかく語りき』　（2014年1月15日）

### その他

#### 客演
MELLOW YELLOW、Funky Lemonadeの作品は除く
- DOUBLE,『Crystal』（1999年6月2日）
  - 「BED (DOUBLES)feat.Mummy-D from RHYMESTER and Kohei from MELLOW YELLOW」
- RHYMESTER,『リスペクト』（1999年7月20日）
  - 「ブラザーズ feat.KOHEI from MELLOW YELLOW」
- キエるマキュウ,『マネーメリーゴーランド』（2002年4月12日）
  - 「大江戸捜査網 feat. KOHEI JAPAN」
- SUPER 7（RHYMESTER, キエるマキュウ, KOHEI JAPAN, ILLICIT TSUBOI）,『殺しの序曲 ～パンクラス國奥麒樹真テーマソング～』（2003年6月25日）
  - 「殺しの序曲」
- 椿『CAMELLIA』（2004年1月28日）
  - 「FRIENDS feat. KOHEI JAPAN」
- マボロシ,『ワルダクミ』（2004年12月8日）
  - 「DEAR MY HOME GROUND featuring Full Of Harmony,KOHEI JAPAN」
- MCU,『A Peacetime MCU』（2005年5月11日）
  - 「しし座のA型feat.KOHEI JAPAN」
- Miss Monday『JOY RIDE THE COMPILATION』（2005年9月7日）
  - 「元町ブロックパーティーfeat.KOHEI JAPAN」
- 嶋野百恵,『abstract career/Moe's Ultimate Best & Mo'』（2006年1月18日）
  - 「夜明け前 feat.KOHEI JAPAN」
- 安良城紅,アルバム『Girl 2 Lady』(2006年2月22日)収録曲
  - 「Flash Flash Feat.Kohei Japan」
- RHYMESTER,『HEAT ISLAND』（2006年3月8日）
  - 「ウィークエンド・シャッフル feat.MCU,RYO-Z,KREVA,CUEZERO,CHANNEL,KOHEI JAPAN,SU,LITTLE,ILMARI,GAKU-MC,SONOMI,PES,K.I.N,童子-T」
- 上戸彩,『License』（2006年3月8日）
  - 「もしも願いが叶うなら feat.KOHEI JAPAN」
- GAGLE,『BIG BANG THEORY SHUFFLE』（2007年2月21日）
  - 「Constellation feat.KOHEI JAPAN」
- MCU『A.K.A』（2007年6月20日）
  - 「BURN feat.童子-T,KOHEI JAPAN,TSUBOI」
- DJ SUDA,『family』（KOHEI JAPANアルバム内） CD 2（2007年6月20日）
  - 「森の音楽家 feat.KOHEI JAPAN」
- 童子-T『ONE MIC』（2007年8月29日）
  - 「Turn It Up feat.VERBAL, LITTLE, KOHEI JAPAN, 青山テルマ」
- KREVA『よろしくお願いします[DVD付限定盤]』（2007年9月5日）
  - 「アグレッシ部(Remix) feat.KOHEI JAPAN & SHINGO☆西成」
- DJ MITSU THE BEATS（KOHEI JAPANアルバム内）『Family E.P』（2008年2月6日）
  - 「もしも息子が出来たなら〈2008 Version〉feat.KOHEI JAPAN」
- Dear
  - 「最後にひとつだけ。feat. K.J.」
- 真崎ゆか
  - 「願い願い feat. K.J.」
- 為岡そのみ『フルコース』（2013年1月30日）
  - 「恐妻 feat.KOHEI JAPAN」
- 童子-T「T's MUSIC」（2014年3月19日）
  - HOLE！feat.KOHEI JAPAN, LITTLE, hy4_4yh

#### プロデュース作品
- LITTLE,『LIFE』（2005年6月22日）
  - 「愛幻夢恋絵巻」
- 岐阜県大垣市,『カモン大垣 feat.呂布カルマ』（2023年3月23日）

#### 作詞
- BENI
  - 「永遠」

## 関連のあるアーティスト
- FUNKY GRAMMAR UNIT
  - Mummy-D（RHYMESTER,マボロシ）
  - KIN（MELLOW YELLOW）
  - DJ ISO（MELLOW YELLOW）
- BUZZER BEATS
- Liga Oriente